# Pierre Monod
Pour les articles homonymes, voir Monod.
Pierre Monod, né à Bonneville en 1586 et mort au château de Miolans, à Saint-Pierre-d'Albigny, le 30 mars 1644, est un jésuite savoyard.

## Biographie
Après de solides études, il devient en 1628, recteur du Collège de Turin.
Protégé de la duchesse de Savoie Christine de France (1606-1663), épouse du duc Victor-Amédée Ier (1587-1637), il devint le directeur spirituel de ce dernier. Il rédigea à cette époque plusieurs traités d'histoire et de généalogie.
Très intelligent et très doué pour les négociations, il est nommé en 1631, ambassadeur de la Savoie à la cour du roi de France Louis XIII, où il fut chargé de préparer la candidature du duc de Savoie à la couronne royale. À l'époque, deux textes anonymes, intitulés la Première Savoisienne et la Seconde Savoisienne accusaient la Savoie d'avoir usurpée des territoires qui auraient dû revenir à la France, Pierre Monod rédigea deux Apologies dans lesquelles il démontrait la fausseté de ces accusations. Cependant, trop intrigant, il finit par se heurter de front au cardinal de Richelieu (1585-1642) qui le haïssait. Le duc de Savoie fut obligé de le rappeler pour éviter la rupture diplomatique et l'envoya en résidence surveillée dans la ville piémontaise de Coni.
Pierre Monod, profondément blessé par son échec, se rapprocha en secret du gouverneur espagnol de Milan ; il lui proposa de rentrer au service des Espagnols et de s'installer à Madrid d'où il pourrait comploter contre le cardinal de Richelieu et contre la France. Christine de France, mise au courant de ce projet, fit arrêter Pierre Monod et le fit enfermer dans la prison d'État de Montmélian, assurant à Richelieu qu'elle « avait lié sa langue et éventé tous ses desseins ».
Son sort passionna toutes les cours européennes, mais après avoir obtenu l'accord du pape Urbain VIII (1568-1644), Pierre Monod fut transféré [à quelle date ?], en tant que prisonnier pour raison d'État, dans la forteresse de Miolans d'où il ne sortit plus jusqu'à sa mort survenue le 30 mars 1644.